# Státní rada československá
Státní rada československá (Czechoslovak National Council) vznikla 21. července 1940 jako poradní a kontrolní orgán vedle 1. čs. exilové vlády v Londýně vedené Edvardem Benešem a Janem Masarykem jako jeden z prozatímních orgánů státní reprezentace ČSR v zahraničí za druhé světové války. 
Byla vytvořena ze zástupců nekomunistických politiků v emigraci. V roce 1941 po navázání diplomatických styků londýnské čs. exilové vlády se SSSR se jejími členy stali i zástupci Komunistické strany Československa. Ministři čs. exilové vlády v Londýně byli členy Státní rady československé bez hlasovacího práva.
Státní rada československá byla rozpuštěna v dubnu 1945 stejně jako exilová vláda v Londýně. 
Předsedy Státní rady československé byli:
- Rudolf Bechyně – v letech 1940 až 1941;
- Prokop Maxa – v letech 1941 až 1945.